# Friedrich Jeckeln
Friedrich Jeckeln (2 de febrero de 1895 - 3 de febrero de 1946) fue un oficial de las SS y criminal de guerra durante la Alemania nazi. Se desempeñó como Comandante de las SS y la Policía en la Unión Soviética ocupada durante la Segunda Guerra Mundial. Fue jefe de uno de los mayores grupos de Escuadrones de la muerte de las Einsatzgruppen y fue personalmente responsable de ordenar y organizar la muerte de más de 100 000 judíos, romaníes y otros designados por los nazis como «indeseables». Después del final de la Segunda Guerra Mundial en Europa, fue condenado por crímenes de guerra por un tribunal militar soviético en Riga y ejecutado en 1946.

## Carrera en las SS

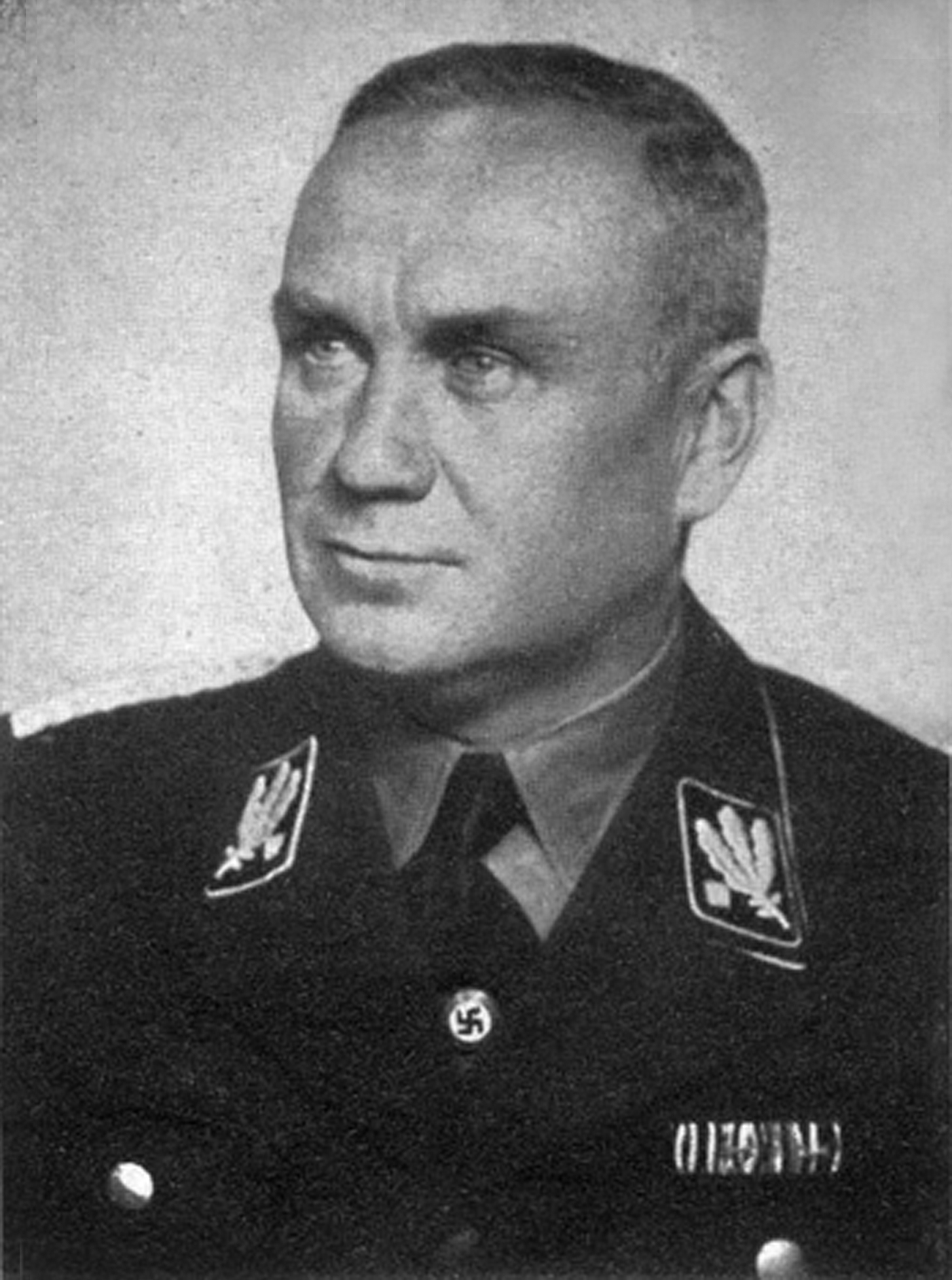
Jeckeln como SS-Obergruppenführer

Jeckeln sirvió en la Primera Guerra Mundial como oficial, y después de ser dado de baja tras la derrota de Alemania, trabajó como ingeniero antes de unirse al Partido Nazi el 1 de octubre de 1929. En enero de 1931, fue aceptado en la Schutzstaffel (SS), y a fines de ese mismo año fue puesto a cargo de un regimiento y luego de una brigada. En 1932, fue elegido miembro del Reichstag. En enero de 1933, cuando el Partido Nazi llegó al poder, fue puesto a cargo del grupo Sur de las SS. En 1936, fue nombrado Comandante de las SS y la Policía y más tarde ascendido a SS-Obergruppenführer .
Jeckeln era conocido por su crueldad y brutalidad. Sus acciones estaban dirigidas contra los opositores políticos, principalmente miembros de varias organizaciones sindicales, el SPD, el KPD, y también contra los judíos, quienes fueron perseguidos sin descanso hasta su muerte. Junto con el miembro del partido Friedrich Alpers, fue el principal responsable de los asesinatos de Rieseberg en el verano de 1933.

## Perpetrador del Holocausto

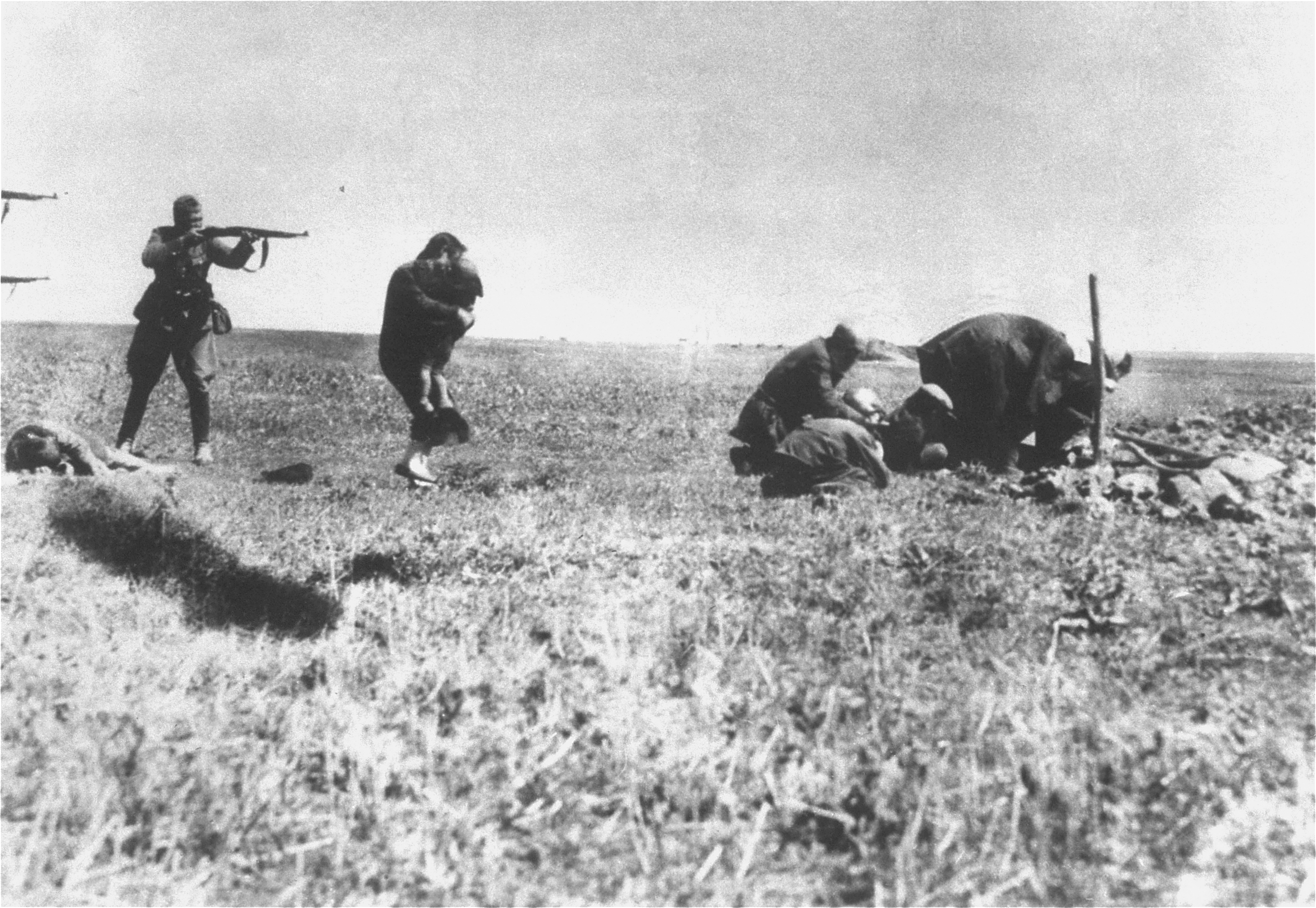
Asesinato de judíos en Ivanhorod, Ucrania por tropas Einsatzgruppen, 1942.

Después de que comenzara la Segunda Guerra Mundial, Jeckeln fue transferido a las Waffen-SS. Como era la práctica en las SS, tomó un rango inferior de su posición en Allgemeine-SS y se desempeñó como oficial en el Regimiento 2 de la División Totenkopf. En 1941, fue transferido por el Reichsführer-SS, Heinrich Himmler para servir como Comandante de las SS y la Policía (HSSPF) del sur, y luego en 1941, del norte de Rusia. En este cargo, Jeckeln asumió el control de todos los asesinatos en masa y las operaciones de seguridad de las SS- Einsatzgruppen en su distrito.
Jeckeln desarrolló un método para matar a un gran número de personas, en el transcurso de los asesinatos en masa que había organizado en Ucrania, que incluían (entre otros) Babi Yar y la Masacre de Kamianets-Podilskyi. Implementado por primera vez en la masacre de Rumbula el 30 de noviembre y el 8 de diciembre de 1941, el método (que fue conocido como el "Sistema Jeckeln") implicaba dividir al personal en grupos separados, cada uno de los cuales se especializaba en una parte separada del proceso:
- Los hombres de la Sicherheitsdienst (servicios de seguridad) (SD) sacaban a la gente de sus casas en el gueto de Riga;
- Las personas a ser asesinadas (principalmente judíos) fueron organizadas en columnas de 500 a 1000 personas; y conducidas a los campos de exterminio a unos 10 kilómetros al sur;
- La Policía del Orden (Orpo) conducía las columnas a los campos de exterminio;
- Las tres fosas comunes donde se realizaría la matanza en masa eran excavadas previamente;
- Las víctimas eran despojadas de su ropa y objetos de valor;
- Las víctimas eran conducidas a través de un doble cordón de guardias en camino a los pozos de exterminio;
- Los asesinos obligaban a las víctimas a tumbarse boca abajo en el suelo de la trinchera o, más a menudo, sobre los cuerpos de las personas a las que acababan de disparar;
- Para ahorrar en el costo de las balas, cada persona recibió un disparo en la parte posterior de la cabeza con una metralleta rusa. Los tiradores caminaban entre los muertos en la zanja, matándolos desde una distancia de 2 metros, o se paraban en el borde de la excavación y disparaban a las víctimas tumbadas debajo de ellos. Cualquier persona que sobrevivía, simplemente era enterrada viva cuando se cubría la fosa.

Este sistema se denominó "embalaje de sardinas" (Sardinenpackung). Se informó que algunos de los asesinos experimentados de las Einsatzgruppen estaban horrorizados por su propia crueldad. En Rumbula, Jeckeln observó durante los dos días de la masacre cómo murieron 25.000 personas. Jeckeln demostró ser un asesino efectivo al que no le importaba nada asesinar a un gran número de hombres, mujeres, niños y ancianos. Frida Michelson, una de las tres supervivientes de la masacre de Rumbala, escapó fingiendo estar muerta mientras las víctimas apilaban zapatos (más tarde recogidos por los hombres de Jeckeln) sobre ella:

Una montaña de calzado me presionaba. Mi cuerpo estaba entumecido por el frío y la inmovilidad. Sin embargo, estaba plenamente consciente. La nieve debajo de mí se había derretido por el calor de mi cuerpo. ... Silencio por un rato. Luego, desde la trinchera, el grito de un niño: '¡Mamá! ¡Mamá! ¡Mamá! '. Unos cuantos disparos. Silencio. Muerte.
Frida Michelson - I Survived Rumbula

A fines de agosto de 1941, mientras comandaba la Primera Brigada de las SS Kommandostab en el oeste de Ucrania, Jeckeln supervisó personalmente el asesinato de más de 44.000 personas, el mayor total de judíos asesinados ese mes.
El 27 de enero de 1942, Jeckeln recibió la Cruz al Mérito de Guerra con Espadas por matar a 25.000 judíos en Rumbula "por órdenes del más alto nivel". En febrero de 1945, ahora como General der Waffen-SS und Polizei, fue designado para comandar las SS-Freiwilligen-Gebirgs-Korps y también se desempeñó como Comandante de Tropas de Reemplazo y Comandante de las SS y la Policía en el suroeste de Alemania.

## Juicio y ejecución

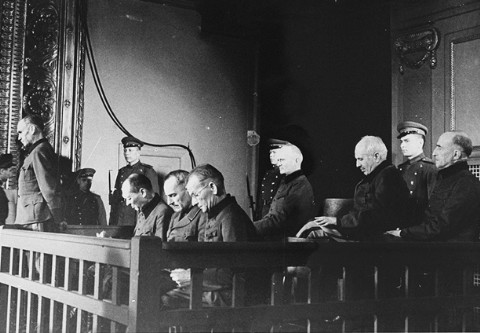
Jeckeln (izquierda, de pie), en el Juicio de Riga, 1946

Jeckeln fue hecho prisionero por las tropas soviéticas cerca de Halbe el 28 de abril de 1945. Junto con otros oficiales alemanes, fue juzgado ante un tribunal militar soviético en el Juicio de Riga en Letonia del 26 de enero de 1946 al 3 de febrero de 1946. Durante la investigación estuvo tranquilo, respondiendo claramente a las preguntas de los investigadores, y en el banquillo se mostró aburrido e impávido.
Jeckeln en sus últimas palabras fue moderado, admitió plenamente su culpabilidad y aceptó asumir toda la responsabilidad por las actividades de la policía subordinada de las SS y SD en Ostland. Al concluir su discurso, dijo:

Debo asumir toda la responsabilidad por lo ocurrido en las fronteras de Ostland, dentro de las SS, SD y la Gestapo. Esto aumenta mucho mi culpa. Mi destino está en manos del Tribunal Superior, por lo que solo pido que preste atención a las circunstancias atenuantes. Aceptaré una sentencia en pleno arrepentimiento que consideraré como un castigo digno.

Jeckeln y los demás acusados fueron declarados culpables, condenados a muerte y ahorcados en Riga el 3 de febrero de 1946 frente a unos 4.000 espectadores. Contrariamente a la idea errónea popular, la ejecución no tuvo lugar en el territorio del antiguo gueto de Riga, sino en la Plaza de la Victoria (Uzvaras laukums).

## Distinciones
- Broche de la Cruz de Hierro (1939) 2.ª clase (octubre de 1941) y 1.ª clase (12 de mayo de 1942)[5]
- Cruz al mérito de guerra con espadas el 27 de enero de 1942[4]
- Cruz Alemana en Oro el 19 de diciembre de 1943 como SS-Obergruppenführer y General de la Polizei en Kampfgruppe Jeckeln[6]
- Cruz de Caballero de la Cruz de Hierro con Hojas de Roble
  - Cruz de Caballero el 27 de agosto de 1944 como SS-Obergruppenführer y General de las Waffen-SS, Höherer SS- y Polizei y líder de las Höhere SS- und Polizeiführer del Norte de Rusia, líder del Kampfgruppe Jeckeln (lett. Polizei) en el 18. Armée.[7]
  - Hojas de Roble el 8 de marzo de 1945 y SS-Obergruppenführer y General de las Waffen-SS y comandante general de las V. SS-Gebirgskorps[7]